# Бянь Цзінчжао
Бянь Цзінчжао (边景昭, д/н —д/н) — китайський художник часів династії Мін, що працював у 1410–1435 роках, один із засновників мінського академічного варіанту хуа-няо («живопис квітів і птахів»).

## Життєпис
Про дату народження немає відомостей. Народився у Шасянь (провінція Фуцзянь). Був придворним художником за часи правління імператора Чен-цзу, коли ще столиця імперії була розташована у Нанкіні. Бянь Цзіньчжао отримував платню, обіймаючи посаду в Залі Лицарської Звитяги. також зберіг свій статус за імператорів Хунлі та Сюань-де.

## Творчість
Працював у жанрі «квіти і птахи». Використовував тематику і живописну техніку в рамках традиції Хуан Цюаня. Його творам властиві реалізм, тонкий світлий колорит і витончене змалювання тушшю. Вони вражають точністю зображення самих різних птахів у всіляких ракурсах і в різних ситуаціях. Бянь Цзінчжао працював також у фігуративному живописі - жанр жень-у («живопис фігур»), і в анімалістичному жанр, створивши його черговий тематичний різновид зображення тигрів в умовно—декоративної манері. Його композиції в жанрі хуа-няо відверто повторюють твори художників-академістів епохи Північна Сун, разом з тим, відрізняючись яскравістю фарб, монументальністю, насиченістю зображеннями, зокрема на сувої «Весняні птахи і квіти» (155х99 см, шовк, фарби, Шанхайський художній музей).
Однією з найвідоміших картин «Три друга і сотня птахів». На ній зображені сосна, бамбук і квітуча слива — рослини, відомі в китайській традиції як «три друга холодної пори». Вони символізують міцну дружбу навіть у найважчі часи. Сотня птахів співаючих разом — доброчинний символ миру на землі.
Інший відомий сувій Бянь Цзінчжао — «Бамбук і журавлі». На ньому зображені два увінчаних червоними пір'ям журавля, які бездіяльно тиняються у бамбуковому гаю. Бамбук і журавлі традиційно символізували благородство і чистоту, а також служили метафорою відлюдника, що усамітнився в горах. У своєму творі Бянь Цзінчжао використовує напівпрозорий білий барвник і густу чорну туш, домагаючись яскравого контрасту в зображенні журавлиного пір'я. Бамбуковий гай, річка і берег змальовані декількома впевненими мазками. Однак, попри те, що художник мав намір втілити почуття чистоти, картина перенасичена зайвим прикрашенням, журавлі виглядають птахами, вирощеними в імператорському саду. Ця зайва солодкуватість, відхід від чистоти давнини властива багатьом придворним художникам.